# Радуле Радуловић
Радуле Радуловић (Подгорица, 1919 – Комани код Подгорице, 1942), учесник Народноослободилачке борбе и народни херој Југославије.

## Биографија
Родио се у Подгорици у радничкој породици. У родном граду је завршио основну школу и штампарски занат. Са 16 година постао је члан СКОЈ-а. Учествовао је у бројним акцијама и штрајковима који су пре рата организовали Партија и синдикати у Подгорици. Пошто је радио као графички радник ангажовао се у штампању и растурању илегалног партијског материјала. Након Априлског рата активно се укључио у припремање Трианестојулског устанка и ангажовао се у диверзантским акцијама које су устаници изводили на комуникацијама у близини Подгорице. У тим данима примљен је у чланство КПЈ.
После јулског устанка начин борбе се нешто изменио и била је потреба за јачањм илегалног пункта НОП у Подгорици. Радуловић је као неустрашиви борац одређен да одржава везу па је неколико пута са слободне територије одлазио у Подгорицу. Једном су га Италијани ухватили и затворили. После мучења успео је да побегне и да се нађе на слободној територији. Пошто нису успели да га пронађу, ухапсили су и интернирали његове родитеље и сестру.
Као борац Зетског батаљона Црногорског НОП одреда у другој половини новембра отпутовао је на север Црне Горе где је учествовао у Пљеваљској бици. Нако тога је присуствовао формирању Прве пролетерске бригаде у Рудом. Као борац Зетско-подгоричке чете ушао је у састав Првог црногорског комбинованог батаљона Црногорско-санџачког НОП одреда у коме је остао све до почетка марта 1942. године када је одред расформиран. Истакао се у борби против четника Павла Ђуришића која је вођена 3. и 4. фебруара на планини Лиси.
Након повратка ангажовао се у борби против окупатора, али и његових сарадника. У том тренутку четнички покрет имао је великог утицаја у Црној Гори, јер су се тада партизанске снаге под под притиском непријатеља повлачиле ка црногорско-херцеговачкој граници. Радуловић је из Пиве враћен у позадину на илегални рад у НОП. Кратко се задржао у Пиперима и вратио се у Комане, родно место свог оца. Крајем јуна или почетком јула опколили су га четници, а како не би пао у њихове руке активирао је бомбу и тако погинуо.
Указом председника ФНР Југославије Јосипа Броза Тита, 10. јула 1953. године, проглашен је за народног хероја.